# بابلو أمو
بابلو أمو (بالإسبانية: Pablo Amo)‏ (مواليد 15 يناير 1978 في مدريد - إسبانيا) لاعب كرة قدم إسباني يلعب حاليا لصالح نادي الدرجة الأولى ريال سرقسطة الإسباني منذ 2009 في مركز قلب الدفاع .

## روابط خارجية
- بابلو أمو على موقع الاتحاد الأوربي (الإنجليزية)
- بابلو أمو على موقع قاعدة بيانات كرة القدم.إي يو (الإنجليزية)
- بابلو أمو على موقع Soccerway.com (الإنجليزية)
- بابلو أمو على موقع عالم كرة القدم.نت (الإنجليزية)
- بابلو أمو على موقع كووورة